# باجان (جزيرة)
باجان جزيرة بركانية تقع في المحيط الهادئ، وهي إحدى جزر ماريانا الشمالية، التي كانت جزءاً من منطقة جزر المحيط الهادئ تحت الوصاية التابعة إدارياً للولايات المتحدة. وفي عام 1986، أصبحت باجان وبقية جزر ماريانا الشمالية تابعة للولايات المتحدة. وتبلغ مساحة باجان 50 كم². وهي جزيرة شديدة الانحدار، بها مجموعة من البراكين معظمها في خمود. وفي عام 1981 ثار أكبر بركان في جبل باجان، قضى على معظم مباني الجزيرة، وأرضها الزراعية. أما سكان الجزيرة الذين كان عددهم 60 نسمة فقد نزحوا جميعاً بعد ثوران البركان.